# Pampa Blanca
Pampa Blanca è un comune (comisión municipal in spagnolo) dell'Argentina, appartenente alla provincia di Jujuy, nel dipartimento di El Carmen. Si trova 48 km dalla capitale provinciale San Salvador de Jujuy.
In base al censimento del 2001, nel territorio comunale dimorano 3.423 abitanti, con un aumento del 75,17% rispetto al censimento precedente (1991). Di questi abitanti, il 46,74% sono donne e il 53,25% uomini. Nel 2001 la sola città di Pampa Blanca, sede municipale, contava 1.992 abitanti ; il resto nelle frazioni e nei centri rurali.